# جو ماير
جو ماير (بالإنجليزية: Joe Meyer)‏ هو فارس ‏ نيوزلندي، ولد في 27 أكتوبر 1970.

## وصلات خارجية
- جو ماير على موقع أوليمبيديا (الإنجليزية)
- جو ماير على موقع اللجنة الأولمبية النيوزيلندية (الإنجليزية)